# Chuck Miller
Charles L. „Chuck“ Miller (* 17. Januar 1944; † 17. September 2011 in Omaha) war ein US-amerikanischer Jazztrompeter, Hochschullehrer und Autor, ferner Arrangeur und Songwriter.

## Leben und Wirken
Miller war 1975 der erste afroamerikanische Student, der den Bachelor in Music an der University of Nebraska at Omaha erwarb. Er setzte dann sein Master-Studium an der University of Nebraska-Lincoln und an der Rutgers University in New Brunswick (New Jersey) fort. Miller war Adjunct Professor im Fachbereich Black Studies an der University of Nebraska at Omaha. Miller galt außerdem als wichtiger Mentor zahlreicher Musiker der Stadt Omaha; als Musikpädagoge arbeitete er mit sozial auffälligen Kindern und Jugendlichen und förderte ihre Entwicklung zu Sängern und Musikern in Popbands. 
Miller ist Autor des Buchs A Bridge To Success (One Man's Vision Changed the Lives of Many), außerdem Co-Autor von African American Jazz and Rap Social and Philosophical Examinations of Black Expressive Behavior. Im Laufe seiner Karriere trat er u. a. mit Pop- und Funkbands wie The Esquires, The Fabulous Rhinestones, Loggins and Messina, The Dazz Band, New Edition sowie mit Grover Washington Jr. und Kenny Burrell auf. Für seine Verdienste um die Musikkultur der Stadt erhielt er im Juli 2011 den Lifetime Achievement Award der Omaha Black Music and Community Hall of Fame. Unter eigenem Namen legte er das Album Changes for Tena vor. 
Miller ist nicht mit dem gleichnamigen Rockabillysänger und Pianisten Charles Nelson „Chuck“ Miller (1924–2000) zu verwechseln.